# Naab
La Naab è un affluente alla sinistra orografica del Danubio, che scorre in Germania, nel Distretto dell'Alto Palatinato, in Baviera.
Esso è formato dalla confluenza dello Haidenaab, proveniente da nord-est, e dal più ricco di acque Waldnaab, che confluisce da nord. Con 99 chilometri di lunghezza dell'affluente di sinistra, il Naab raggliunge una lunghezza di 197 km. Con il suo bacino di 5514 km², il Naab apporta 50,3 m³/s di acqua al Danubio, costituendo così il suo maggior affluente di sinistra a monte di Vienna. 

## Nome
Il nome proviene dal termine indoeuropeo nebh, che significa "umido" o "acqua". Nel 700 si scriveva "Nabas", nell'885 "Napa", nel 1005 "Naba", nel 1199 "Nabe", nel 1245 "Nab" e dal 1546 "Naab"..

## Flusso

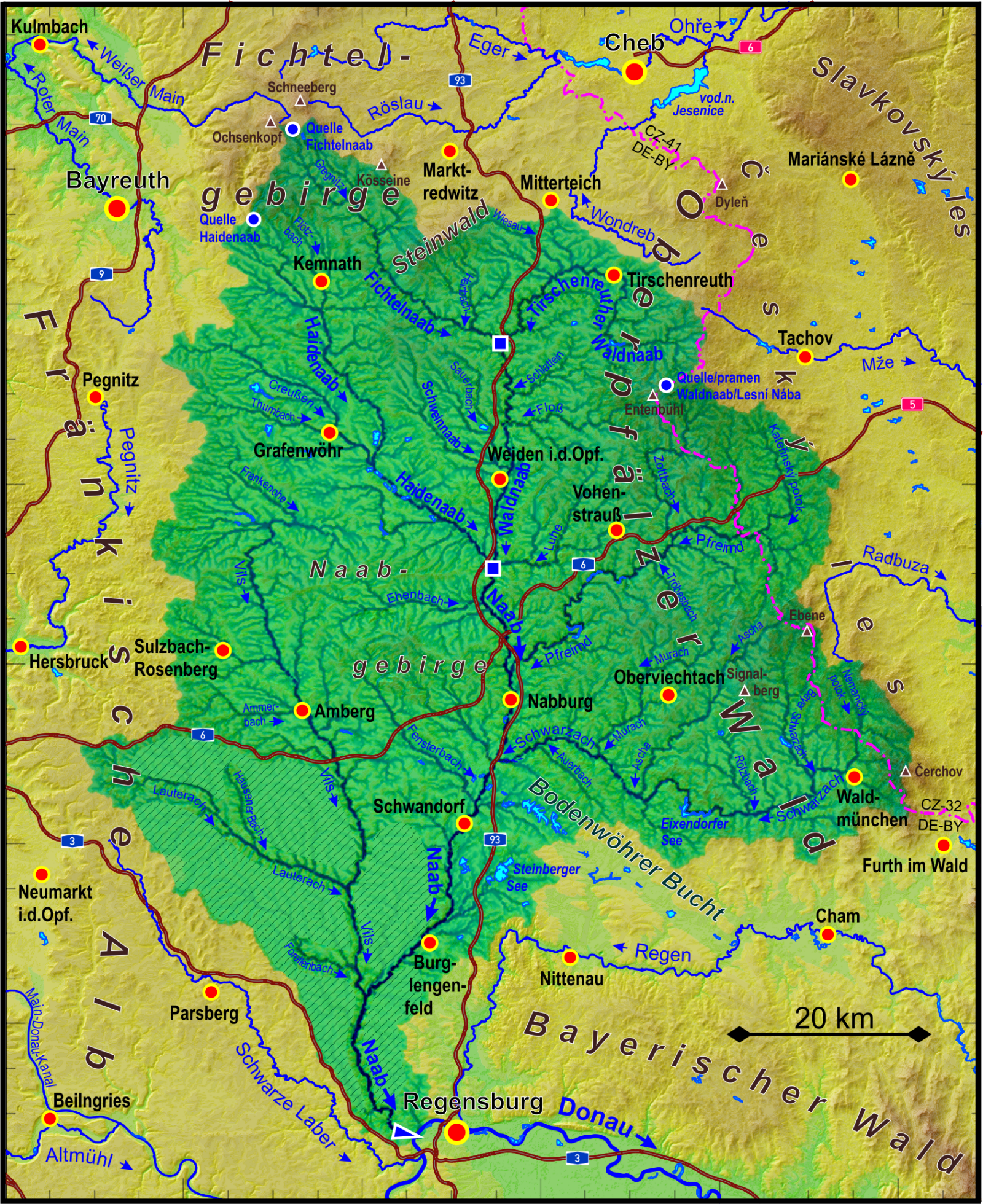
Bacino della Naab

La Naab nasce a ovest della Foresta dell'Alto Palatinato, circa nove chilometri in linea d'aria a sud di Weiden, presso  Unterwildenau, dall'unione dell'Haidenaab (circa 6,5 m³/s; da destra) con il Waldnaab (circa 10,4 m³/s.).
In seguito scorre verso sud lungo l'autostrada federale 93 e la strada statale B 15, poi la B 8, fra l'altro attraverso Schwandorf e Burglengenfeld. Sfocia poi presso Mariaort, vicino a Ratisbona, alla sinistra orografica del Danubio, sotto la Schwarzen Laber e circa cinque chilometri in linea d'aria a ovest dell'immissione del fiume Regen nel Danubio.
Fino all'anno 1304 la Naab scorreva nella zona di Ratisbona a est dell'ansa del Danubio per alcuni chilometri dal lato sinistro parallelamente al Danubio verso est, si univa a sud di Stadtamhof con il Regen e quindi ancora a sudest con il Danubio. Tra la Naab e il Danubio si estende una stretta lingua di terra dopo la quale oggi, dopo due inserimenti nella zona cittadina di Ratisbona, vi sono le due isole fluviali di Wöhrd superiore e Wöhrd inferiore.
Dopo una catastrofica alluvione, nel 1304 la Naab allargò il proprio sfocio per più chilometri verso quello attuale a sudovest dell'ansa del Danubio presso Mariaort. Così l'ultimo tratto dell'originale letto del fiume Naab nel territorio cittadino di Ratisbona si divise nei due attuali bracci settentrionali del Danubio.
Entrambi i bracci del Danubio erano separati da alcune isole, che nel corso dei secoli furono più volte modificate, cosicché oggi solo due di loro rimangono, a ovest del Wöhrd Superiore e a est del Wöhrd Inferiore.
Il nuovo braccio nord del Danubio, anche l'ex letto del Naab, trasportava all'inizio più acqua che quello meridionale. Ciò metteva in pericolo l'utilizzo degli imbarcaderi della città di Ratisbona. Poiché la libera navigazione e gli introiti dai territori come i diritti di dazio per le città erano vitali, venne modificato il corso della corrente con provvedimenti di realizzazioni idrauliche all'estremità degli Oberen Wöhrd presso Pfaffenstein, in modo che il braccio meridionale del Danubio fosse alimentato da più acqua che quello nord, che passava presso I futuri imbarcaderi dei duchi di Baviera. Così il Wehrloch divenne il pomo della discordia tra la città imperiale di Ratisbona e il ducato di Baviera. Entrambe cercarono con opere idrauliche di togliersi l'acqua l'uno con l'altro.

## Affluenti
I maggiori affluenti del Naab per portata, lunghezza e bacino sono:
- Luhe, sx, 1,45 m³/s, 26 km, 153,96 km²
- Ehenbach, dx., 0,81 m³/s, 18,5 km, 107,39 km²
- Fensterbach, dx, 0,66 m³/s, 29,6 km, 102,57 km²
- Pfreimd, sx., 6,0 m³/s, 76,5 km, 595,05 km²
- Schwarzach, sx., 8,7 m³/s, 95 km, 841,45 km²
- Vils, dx., 7,8 m³/s, 87,4 km, 1238,74 km²

## Centri abitati
Città, città-mercato, comuni che sono attraverdsati dal Naab o da questa toccati sono:
Circondario di Neustadt an der Waldnaab
- Città-mercato Luhe-Wildenau

Circondario di Schwandorf
- Città-mercato Wernberg-Köblitz
- Città Pfreimd
- Città Nabburg
- Comune di Schwarzach bei Nabburg
- Comune di Stulln
- Città-mercato Schwarzenfeld
- Città Schwandorf
- Città Teublitz
- Città Burglengenfeld

Circondario di Ratisbona
- Città-mercato Kallmünz
- Comune di Duggendorf
- Comune di Pielenhofen
- Comune di Brunn
- Città-mercato Laaber
- Città-mercato Nittendorf
- Comune di Pettendorf
- Comune di Sinzing

## Galleria d'immagini

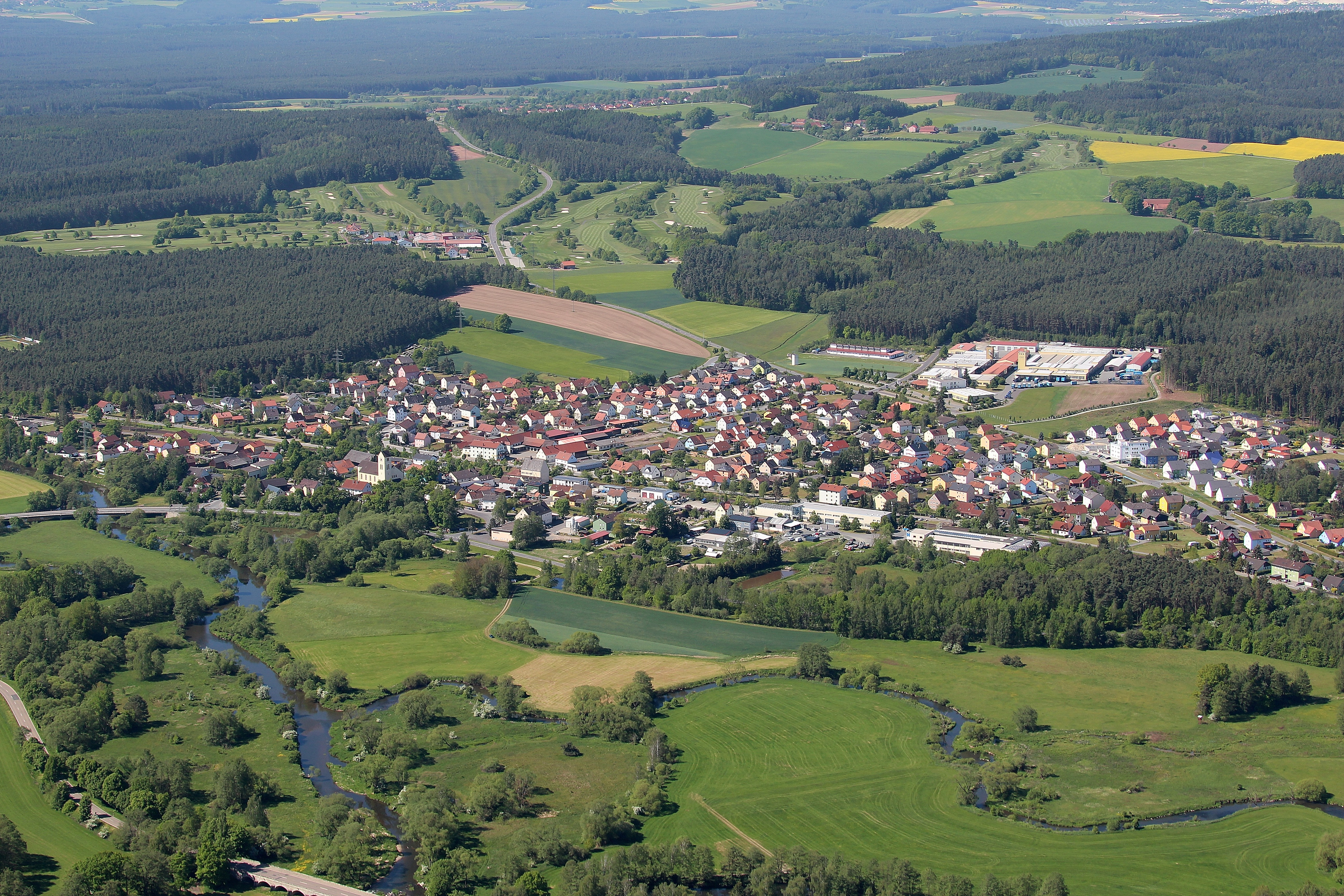
Waldnaab e Haidenaab collegati nella Naab (2016)
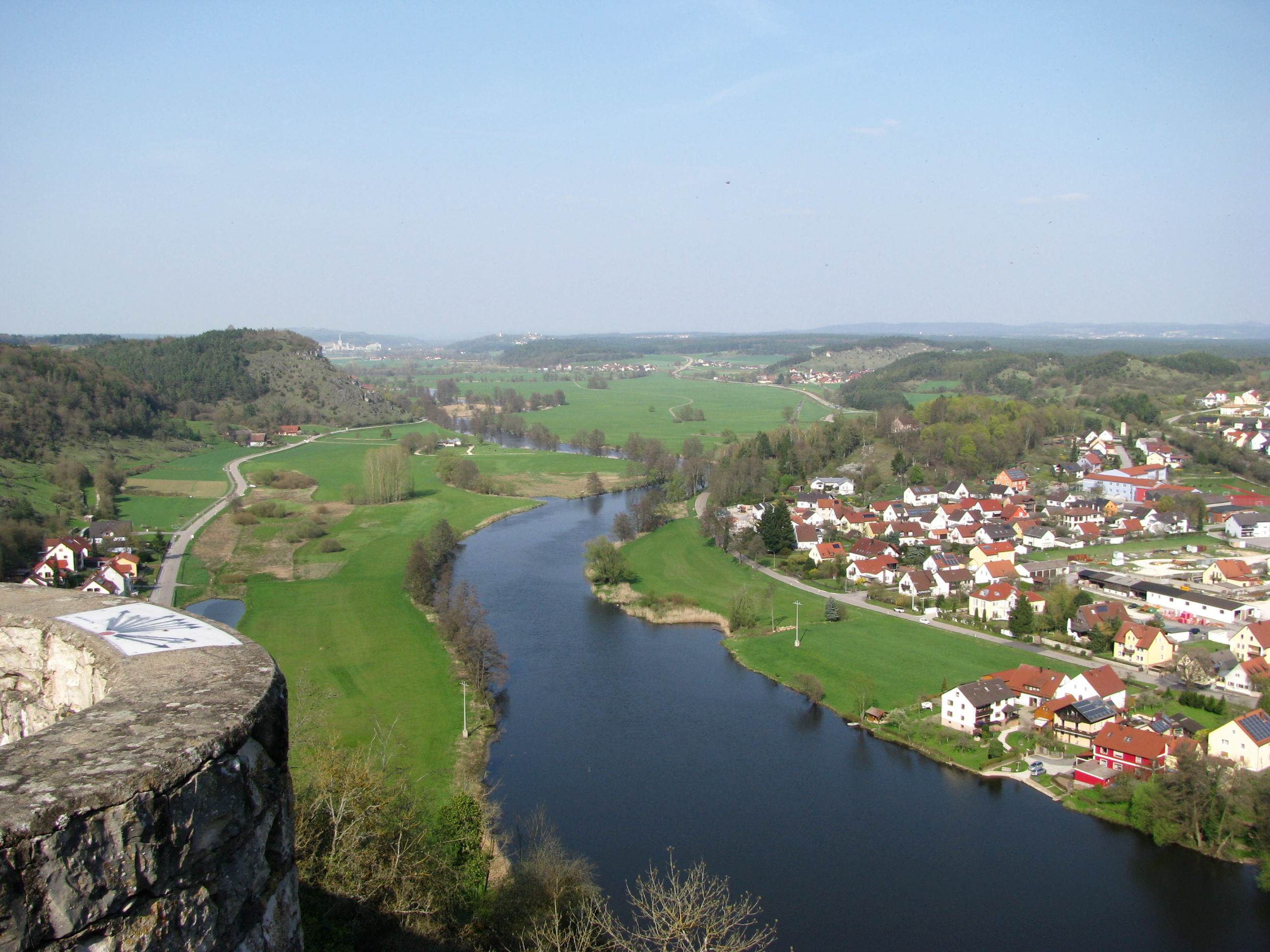
La Naab presso Kallmünz
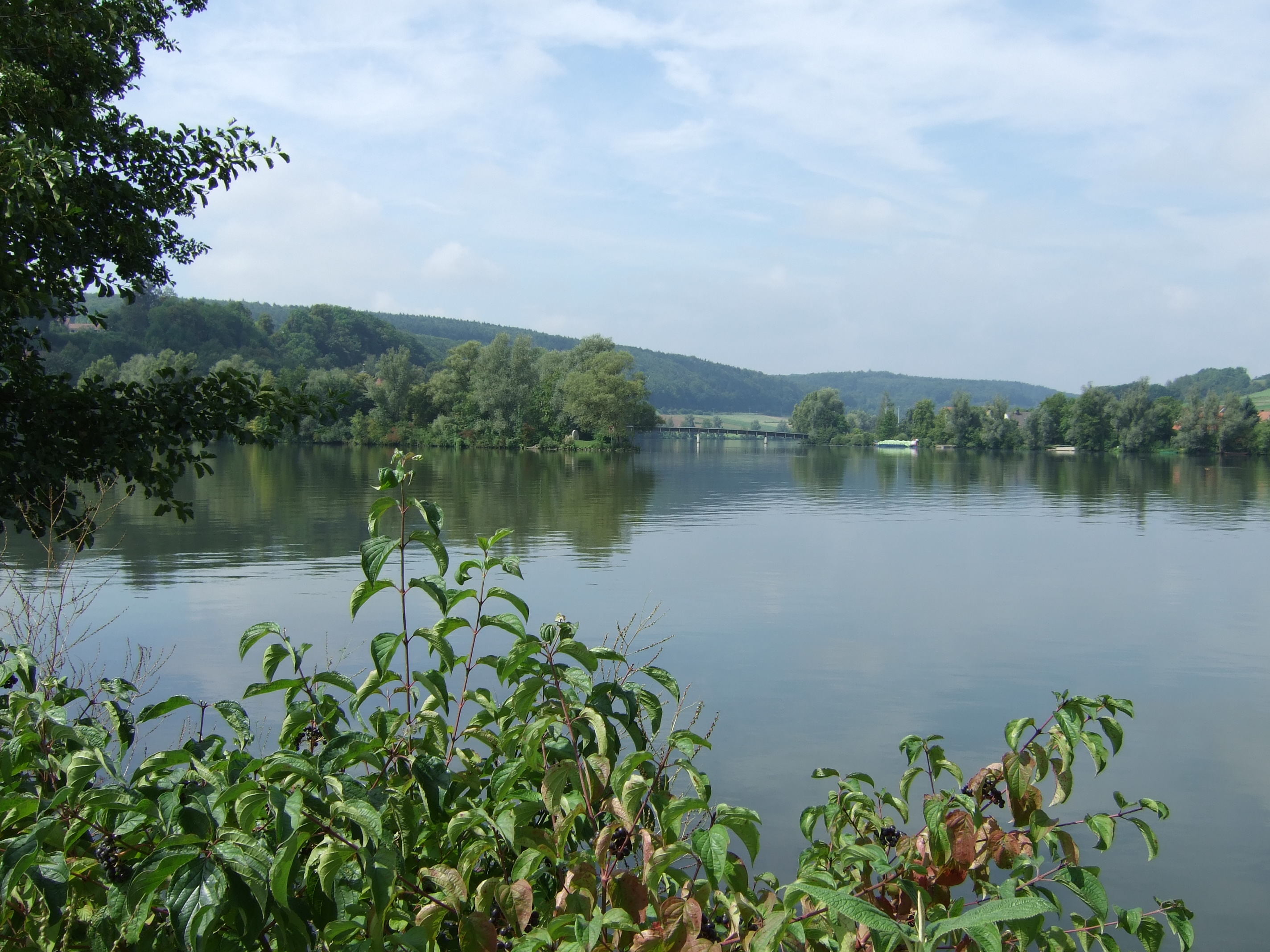
Sfocio della Naab (dietro, a destra) nel Danubio (sinistra in primo piano)